# Ilona szerb királyné
Ilona (szerbül: Јелена; 1236 körül – Szkadar, ma Albánia, 1314. február 8.) szerb királyné. Árpád-házi Katalin szerb királyné anyósa.

## Élete
Wertner Mór így foglalja össze a származásával kapcsolatos feltételezéseket és bizonytalanságokat: (a következő szöveg korabeli, XIX. század végi helyesírással és nyelvhelyességgel íródott, így némileg eltér a mai változattól): „Azon kérdés merül most már fel, ki volt tulajdonképen Ilona? [...] Én, [...] csak azt ismétlem, hogy Ilona, a szerb királyné, lehet ugyan kapeting származású, s talán a Courtenay ágból is származik; de II. Balduin leánya semmi esetre sem.” Az esetleges Anjou-házi családi kapcsolatairól pedig így nyilatkozik Wertner: „Hogy Ilonának a nápolyi Anjouk-kal való rokonságát okiratilag is lehet bebizonyítani, kitűnik Hopf kutatásaiból. Sajnos hogy éppen e pontban igen szófukar s hogy e rokonság csak puszta említésére szorítkozik.”
Ilona 1250 körül feleségül ment I. Uroš István szerb királyhoz. Nagy befolyással volt a férjére, és a katolikus egyház, valamint a nápolyi Anjouk érdekeit képviselte Szerbiában. Ő is aktív szerepet vállalt elsőszülött fia, IV. István Dragutin lemondásában, és kisebbik fia, II. Uroš István Milutin házasságainak létrejöttében.
Élete végén a szkadari Miklós-zárdába vonult vissza, és itt is halt meg. A gradaci kolostorban helyezték végső nyugalomra, mely ma is Szerbiában helyezkedik el.

## Gyermekei
- Férjétől, I. Uroš István (1223–1277) szerb királytól  okiratilag három gyermeke ismert:
  - István Dragutin (1253 előtt–1316), IV. István Dragutin néven szerb király, felesége Árpád-házi Katalin (1256/57–1314 után) magyar királyi hercegnő, 3 gyermek
  - Uroš István Milutin (1253–1321), II. Uroš István Milutin néven szerb király, 4 feleség és négy gyermek a házasságaiból, ill. ágyasaitól
  - Brnča (Brnjača) szerb királyi hercegnő, férje György zsupán, 1269-ben IV. Béla magyar király fogságában[4][5]